# Alexandre Fàbregas i Carné
Alexandre Fàbregas i Carné, conegut com a Àlex Fàbregas, (Barcelona, Catalunya, 25 d'octubre de 1980) és un jugador d'hoquei sobre herba català, guardonat amb una medalla olímpica a Pequín 2008.

## Biografia
Va néixer el 25 d'octubre de 1980 a la ciutat de Barcelona. És nebot del també jugador d'hoquei sobre herba i medallista olímpic Francesc Fàbregas i Bosch i cosí de Quico Fàbregas.
Durant la seva participació en els Jocs Olímpics de Londres 2012 va rebre insults i amenaces a través de la xarxa social twitter, per haver expressat en una entrevista al diari Ara que jugava amb Espanya per obligació.

## Carrera esportiva
Membre del Reial Club de Polo de Barcelona va participar, als 23 anys, en els Jocs Olímpics d'Estiu de 2004 realitzats a Atenes (Grècia), on va aconseguir guanyar un diploma olímpic en finalitzar quart en la competició masculina d'hoquei sobre herba. En els Jocs Olímpics d'Estiu de 2008 realitzats a Pequín (República Popular de la Xina) amb la selecció espanyola aconseguiren arribar a la final de la competició, si bé s'haguren de conformar amb la medalla de plata.
Al llarg de la seva carrera ha guanyat una medalla en el Campionat del Món d'hoquei sobre herba i dues medalles al Campionat d'Europa.